# Wu-Chung Hsiang
Wu-Chung Hsiang (chinesisch 项武忠, Pinyin Xiàng Wǔzhōng; * 12. Juni 1935 in Zhejiang) ist ein chinesisch-US-amerikanischer Mathematiker, der sich mit Topologie beschäftigt.
Hsiang studierte an der Nationalen Universität von Taiwan (Bachelor-Abschluss 1957) und promovierte 1962 an der Princeton University bei Norman Steenrod (Obstructions to sectioning fibre bundles). Ab 1962 war er Lecturer und ab 1963 Assistant Professor an der Yale University. 1965/66 war er am Institute for Advanced Study (ebenso wie 1971/72 und 1979/80) und 1966 als Gastwissenschaftler an der University of Warwick. Ab 1968 war er Professor in Yale und ab 1972 Professor in Princeton, deren Mathematik-Fakultät er 1982 bis 1985 vorstand. Seit 2006 ist er dort Professor Emeritus. Er war unter anderem Gastprofessor an der Universität Amsterdam (1969), an der University of California, Berkeley (1976), an der Universität Bonn (1971), am MSRI und an der Stanford University (1980).
Hsiang leistete wichtige Beiträge zu vielen Bereichen der algebraischen und geometrischen Topologie und Differentialtopologie. Arbeiten von Hsiang, Julius Shaneson, C. T. C. Wall, Robion Kirby, Laurent Siebenmann und Andrew Casson führten in den 1960er Jahren zur Lösung des Ringproblems in der Topologie (für mehr als vier Dimensionen). Das Problem ist zum Beispiel für die Frage der Triangulierung von Mannigfaltigkeiten wichtig.
Mit F. Thomas Farrell arbeitete er an einem Programm zum Beweis der Novikov- und Borel-Vermutungen mit Methoden der geometrischen Topologie und sie führten den Beweis für Spezialfälle (z. B. gaben sie einen Beweis der ganzzahligen Novikov-Vermutung für geschlossene Riemannsche Mannigfaltigkeiten mit nicht positiver Schnittkrümmung).
1967 bis 1969 war er Sloan Research Fellow und 1975/76 Guggenheim Fellow. Seit 1980 ist er Mitglied der Academia Sinica. 1970 war er Invited Speaker auf dem ICM in Nizza (Differentiable actions of compact connected Lie groups on {\displaystyle R^{n}}) und hielt 1983 einen Plenarvortrag auf dem ICM in Warschau (Geometric applications of algebraic K-theory). 1989 wurde er in die American Academy of Arts and Sciences gewählt. 2005 gab es eine Konferenz zu seinem 70. Geburtstag an der Stanford University.
Er ist der Bruder des Mathematikers Wu-Yi Hsiang.
Zu seinen Doktoranden zählen F. Thomas Farrell, Lowell Edwin Jones, Ian Hambleton und Steven Weintraub.

## Verweise
1. ↑  Wu-Chung Hsiang im Mathematics Genealogy Project (englisch)
2. ↑  das danach fragt, ob das Gebiet zwischen zwei in eine n-dimensionale Sphäre (lokal flach) eingebetteten (n-1)-dimensionalen Sphären homöomorph zu einem Ring ist, dem Produkt einer (n-1) dimensionalen Sphäre mit dem Einheitsintervall
3. ↑  Hsiang, Julius L. Shaneson: Fake Tori, the annulus conjecture, and the conjecture of Kirby. In: Proceedings of the National Academy of Sciences of the United States of America. Bd. 62, Nr. 3, 1969, S. 687–691, JSTOR:59159.
4. ↑  Hsiang: Borel’s conjecture, Novikov’s conjecture and K-theoretic analogues. In: Ming-Chang Kang, Ko-Wei Lih (Hrsg.): Algebra, Analysis and Geometry. Proceedings of the Symposium in Honor of Chen-Jung Hsu and Kung-Sing Shih. National Taiwan University, 27–29 June 1988. World Scientific, Singapur u. a. 1989, ISBN 9971-5-0898-2, S. 39–58.
5. ↑  Francis T. Farrell, Hsiang: On Novikov’s conjecture for non-positively curved manifolds, I. In: Annals of Mathematics. Serie 2, Bd. 113, Nr. 1, 1981, S. 199–209, doi:10.2307/1971138.

| Personendaten    | Personendaten                             |
| ---------------- | ----------------------------------------- |
| NAME             | Hsiang, Wu-Chung                          |
| KURZBESCHREIBUNG | chinesisch-US-amerikanischer Mathematiker |
| GEBURTSDATUM     | 12. Juni 1935                             |
| GEBURTSORT       | Zhejiang                                  |